# کنسول (نرم‌افزار)
کنسول (به انگلیسی: Konsole) (حرف K به دلیل میزکار KDE) یک شبیه‌ساز ترمینال برای میزکار KDE است که به صورت نرم‌افزار آزاد منتشر می‌شود و بخشی از KDE Applications است.

## قابلیت‌ها
- پشتیبانی از متن دوسویه
- پشتیبانی از زبانه‌ها (به انگلیسی: Tab)، می‌تواند چند ترمینال را در داخل یک پنجره باز کند و عنوان هر زبانه به شکل پویا تغییر می‌کند
- پشتیبانی از تصویر پس‌زمینه شفاف
- قابلیت بوک‌مارک کردن دایرکتوری‌ها و اتصالات SSH
- طرح‌های رنگ‌بندی متفاوت
- کلیدهای میانبر متفاوت و قابل سفارشی‌سازی
- تولید خروجی به صورت Plain Text یا HTML

و قابلیت‌های دیگر